# Walkeringham
Walkeringham är en civil parish i Storbritannien.   Den ligger i grevskapet Nottinghamshire och riksdelen England, i den sydöstra delen av landet, 220 km norr om huvudstaden London.